# Städtebund Silberberg
Der Städtebund Silberberg ist ein im März 1996 gegründeter Verbund der Städte Aue-Bad Schlema, Lößnitz, Schneeberg, Schwarzenberg und Lauter-Bernsbach im Südwesten des Freistaates Sachsen. Die aneinandergrenzenden Mitgliedsorte des Städtebundes haben insgesamt 66.075 Einwohner (Stand: 31. Dezember 2022) auf einer Fläche von 158,1 km², was einer Bevölkerungsdichte von 429 Einwohnern je km² entspricht. Der Verbund verfolgt das Ziel, über einen längeren Zeitraum durch Fusion der beteiligten Kommunen eine neue Mittelstadt entstehen zu lassen: Stadt Silberberg.

## Mitglieder
Gründungsmitglieder waren die Städte Aue, Lauter, Lößnitz, Schneeberg, Schwarzenberg und die Gemeinde Bad Schlema.
| Stadt                | Einwohner  |
| Mitglieder           | Mitglieder |
| -------------------- | ---------- |
| Aue-Bad Schlema      | 19.864     |
| Lauter-Bernsbach     | 8.410      |
| Lößnitz              | 7.871      |
| Schwarzenberg        | 15.936     |
| Gesamt               | 52.081     |
| Ehemalige Mitglieder |            |
| Schneeberg           | 13.994     |
| GESAMT               | 66.075     |
| Einwohner (2012)     | 67.894     |

## Lage
Die Orte des Städtebundes Silberberg liegen im Westen des Erzgebirgskreises, entlang des Schwarzwassers, der Zwickauer Mulde und deren Nebentälern.

## Aufgaben
Auf Grund gemeinsamer Vergangenheit, lokaler Verbundenheit sowie durch ähnliche Lage und Topographie schlossen die Partner 1996 einen öffentlich-rechtlichen Vertrag der „der Steuerung und Stärkung der Zusammenarbeit sowie der Organisation des Abstimmungsprozesses im Verbund unter Aufrechterhaltung der rechtlichen Selbständigkeit der beteiligten Kommunen“ dienen soll. Schwerpunkte in der gemeinsamen Arbeit bilden die Stadtentwicklung, Bauleit-, Stadt- und Verkehrsplanung, Verwaltungsentwicklung, Haushalts- und Finanzangelegenheiten, Wirtschaftsförderung, Marketing, Kultur und Tourismus. So konnte im Jahr 2002 beispielsweise ein erster gemeinsamer Flächennutzungsplan verabschiedet werden, im Januar 2014 folgte die Gründung eines gemeinsamen Standesamts zwischen Aue, Bad Schlema, Lößnitz und Schneeberg.

## Organisation
Die Leitungsebene bilden die Stadt- bzw. Gemeinderäte zusammen mit dem Rat der Bürgermeister. Im Jahr 2019 ist Ingo Seifert  amtierender Vorsitzender im Rat der Bürgermeister.
Für die Organisation und Koordination des Bundes ist die Arbeitsebene, vor allem Arbeitsgruppen, verantwortlich, unterstützt durch eine Geschäftsstelle. Bei Entscheidungen des Städtebundes mussten alle sechs beteiligten Kommunen zustimmen.

## Angestrebte Fusion der Städte
Im Jahr 2006 bekräftigten die Bürgermeister der Orte Aue, Lößnitz, Schneeberg und Bad Schlema per Unterschrift das Vorhaben des Zusammenschlusses zu einer Stadt Silberberg, die Ortsnamen sollten durch die Schreibweise Stadt Silberberg-Aue usw. sichtbar werden.
2008 wurde bekannt, dass das Sächsische Innenministerium auf Grundlage von professionellen Gutachten den Städtenamen Silberberg wegen der Verwechslungsgefahr mit bereits bestehenden Städten und Stadtteilen für nicht genehmigungsfähig hält. Eine seit Januar 2009 beratende Arbeitsgruppe schlug im Januar 2010 den Doppelnamen Aue-Schneeberg vor, um so den überregionalen Bekanntheitsgrad der angestrebten Einheitskommune zu erhalten. Man beschloss, dass 2011 die doppelte Buchführung bei allen Städtebund-Partnern eingeführt werden sollte.
Zum 1. Januar 2013 fusionierte die Stadt Lauter mit der Gemeinde Bernsbach zur neuen Stadt Lauter-Bernsbach.
Der Stadtrat von Schneeberg beschloss am 28. Juli 2016 einen Austritt aus dem Projekt Silberberg.
Ein Bürgerentscheid zur Fusion von Aue, Lößnitz, Schneeberg und Bad Schlema sollte im Herbst 2017 durchgeführt werden.
Am 8. März 2017 tagte in Lößnitz der Beirat der drei betreffenden Städte, der zusammen mit den Bürgermeistern sechs Eckpunkte der weiteren Zusammenarbeit festlegte.
Aufgrund der bisher nicht ausreichenden Bekanntheit und damit Akzeptanz bei den Einwohnern der Silberberg-Städte und der geänderten Situation (Austritt von Schneeberg) fiel dieser Volksentscheid aus. Zur Absage hieß es unter anderem „Die Beteiligung der Bürger und deren Willensbildung sind für solch einen Zusammenschluss im Moment noch nicht ausreichend. Die Politik und Verwaltung muss den Bürgern verständlich und nachvollziehbar die Vor- und Nachteile einer solchen Fusion bzw. auch andere Alternativen aufzeigen“.
Im Herbst 2018 beschlossen die Verwaltungen von Aue und Bad Schlema einen Zusammenschluss unter dem neuen Städtenamen Aue-Bad Schlema ab 1. Januar 2019. Das wird als erster Schritt zu dem angestrebten Städtebund gesehen.